# Jewel Taylor
Jewel Cianeh Howard Taylor (17 de janeiro de 1963) é uma política liberiana e atual vice-presidente da Libéria. Ela foi casada com o criminoso de guerra condenado e ex-presidente Charles Ghankay Taylor (com quem se casou em 1997, e se divorciou em 2006) e foi a primeira-dama da Libéria durante sua presidência. Em 2005, Jewel Taylor foi eleita para o Senado da Libéria no Condado de Bong como membro do Partido Patriótico Nacional. Ela atuou como Presidente do Comitê de Saúde e Bem-Estar Social do Senado sobre Gênero, Mulheres e Crianças.

## Carreira
Enquanto o marido era presidente, Taylor ocupou vários cargos oficiais no governo da Libéria, entre eles o de vice-governadora do Banco Nacional da Libéria (precursor do atual Banco Central da Libéria), presidente do Banco Cooperativo e Desenvolvimento da Agricultura (ACDB) e Subscritora de financiamento hipotecário do First Union National Bank. Além disso, ela se concentrou em projetos educacionais, de saúde e sociais.

## Educação
Possui pós-graduação no curso de bancário e dois bacharéis no curso de bancário e economia. Atualmente, ela está matriculada no programa de MBA da Universidade Cuttington, na Libéria. Em 21 de dezembro de 2011, se formou na Faculdade de Direito Louise Arthur Grimes da Universidade Estatal da Libéria. Dois dias depois, surgiu uma escândalo público no condado de Bong sobre honras que supostamente lhe foram dadas; ela foi anunciada como a nova detentora do título "Senhora Suakoko", um título honorário do condado de Bong em memória do homônimo do distrito de Suakoko, mas os membros do grupo que supostamente lhe concederam o título logo começaram a negar que o prêmio havia sido concedido pelo grupo, dizendo que a reunião em que ela recebeu o título foi na verdade uma reunião para ajudar os residentes do condado a superar diferenças políticas.

## Polemicas
Em fevereiro de 2012, Taylor tentou aprovar no parlamento liberiano uma lei que tornaria homossexualismo um crime de primeiro grau, levando a pena de morte como a pena máxima. A legislação não foi aprovada depois que a Presidente Ellen Johnson Sirleaf deixou claro que não assinaria tal projeto de lei.

## Eleições de 2017
Em 2017, Jewel foi escolhida por George Weah como sua companheira de chapa na sua coalizão (CDC) recém formada. Em 2017, ela se tornou a primeira vice-presidente da Libéria quando seu partido venceu as eleições.